# Hypoplastiskt vänsterkammarsyndrom

Ett normalt hjärta till vänster och ett med HLHS till höger.

Hypoplastiskt vänsterkammarsyndrom (eller även kallat HLHS efter engelska namnet Hypoplastic left heart syndrome) är en medfödd hjärtsjukdom där vänster hjärtkammare är outvecklad. Detta är inget problem under fostertiden men innebär problem efter födseln när ductus (öppningen mellan hjärtkamrarna) sluter sig.